# LDLC ASVEL féminin
LDLC ASVEL féminin is een Franse basketbalclub voor dames uit Lyon actief in de Ligue féminine de basket, de hoogste Franse damesbasketbalcompetitie.
De club ontstond in 2000 uit de fusie van FC Lyon Basket féminin en de Association laïque Gerland Mouche (opgericht in 1944)
Het palmares van de club bevat een Trophée de France uit 2009, het Championnat de France in 2019 en de March des champions in 2019. In 2023 won de club de EuroCup Women door in de finale te winnen van Galatasaray uit Turkije met een totaalscore van 180-113 over twee wedstrijden.

## Erelijst
- Landskampioenschap Frankrijk (2):

Winnaar: 2019, 2023
Tweede: 2022
- Coupe de France (1):

1960 (als FC Lyon Basket féminin)
2023 (Runner-up)
- Match des champions (1):

2019
2023 (Runner-up)
- EuroCup Women (1):

2023
- FIBA Europe SuperCup Women:

2023 (Runner-up)

## Oud-speelsters
- Héléna Ciak
- Sandrine Gruda
- Audrey Sauret
- Julie Allemand
- Julie Vanloo
- Milica Dabović